# Hotel Zvon (České Budějovice)
Hotel Zvon stojí na náměstí Přemysla Otakara II. v Českých Budějovicích. Je provozován ve třech spolu sousedících domech, původně však obýval pouze dům prostřední. V historických pramenech je poprvé zmíněn v roce 1663.

## Historie
V domě na budějovickém náměstí, který dnes nese číslo popisné 90, fungoval nejpozději od roku 1663 hostinec U Tří stříbrných zvonků. Později se nazýval U Bílého zvonu a ke konci 19. století U Stříbrného zvonu. Původní gotický dům byl renesančně a poté také barokně přestavěn. V druhé polovině 19. století došlo k poslední velké přestavbě v klasicistním stylu, barokní atika byla stržena, aby mohla být celá budova zvýšena. Po první světové válce se pod novým majitelem Janem Mikešem změnil název naposledy a z hotelu U Stříbrného zvonu se stal hotel Zvon.
Po druhé světové válce byl hotel Zvon vyvlastněn a zkraje padesátých let se stal součástí národního podniku Hotely a restaurace České Budějovice. Vyvlastněn byl i sousední hotel U Tří kohoutů, který byl postupně začleněn do hotelu Zvon. Stejně tak i z jihu sousedící Ausobského dům byl spojen s hotelem Zvon a v roce 1973 tak mohl rozšířený hotel Zvon svým hostům nabídnout 49 pokojů, z nichž 8 pokojů mělo i vlastní koupelnu. Součástí hotelu byla restaurace, kavárna i vinárna a hotel Zvon byl v té době tedy nejlépe vybaveným z pěti českobudějovických hotelů. O své výsadní postavení přišel až v roce 1983, kdy byl ve městě otevřen nový hotel Gomel. Po sametové revoluci přešel hotel Zvon opět do soukromých rukou.
V letech 2006 až 2007 prošly všechny tři budovy hotelu sérií rekonstrukcí, rekonstrukce z roku 2006 byla oceněna první cenou v kategorii hotelů v 9. ročníku soutěže Best of realty. Po rekonstrukci hotel disponuje celkem 65 pokoji (většinou dvoulůžkovými) a 148 lůžky.

## Zmínka v populární kultuře
O hotelu Zvon se zmiňuje postava šikovatele Vogeltanze ve hře Záskok Divadla Járy Cimrmana („V prvním patře nad lokálem měl svatební hostinu poručík Pihrt a nemoh si to vynachválit.“).